# Suite scythe

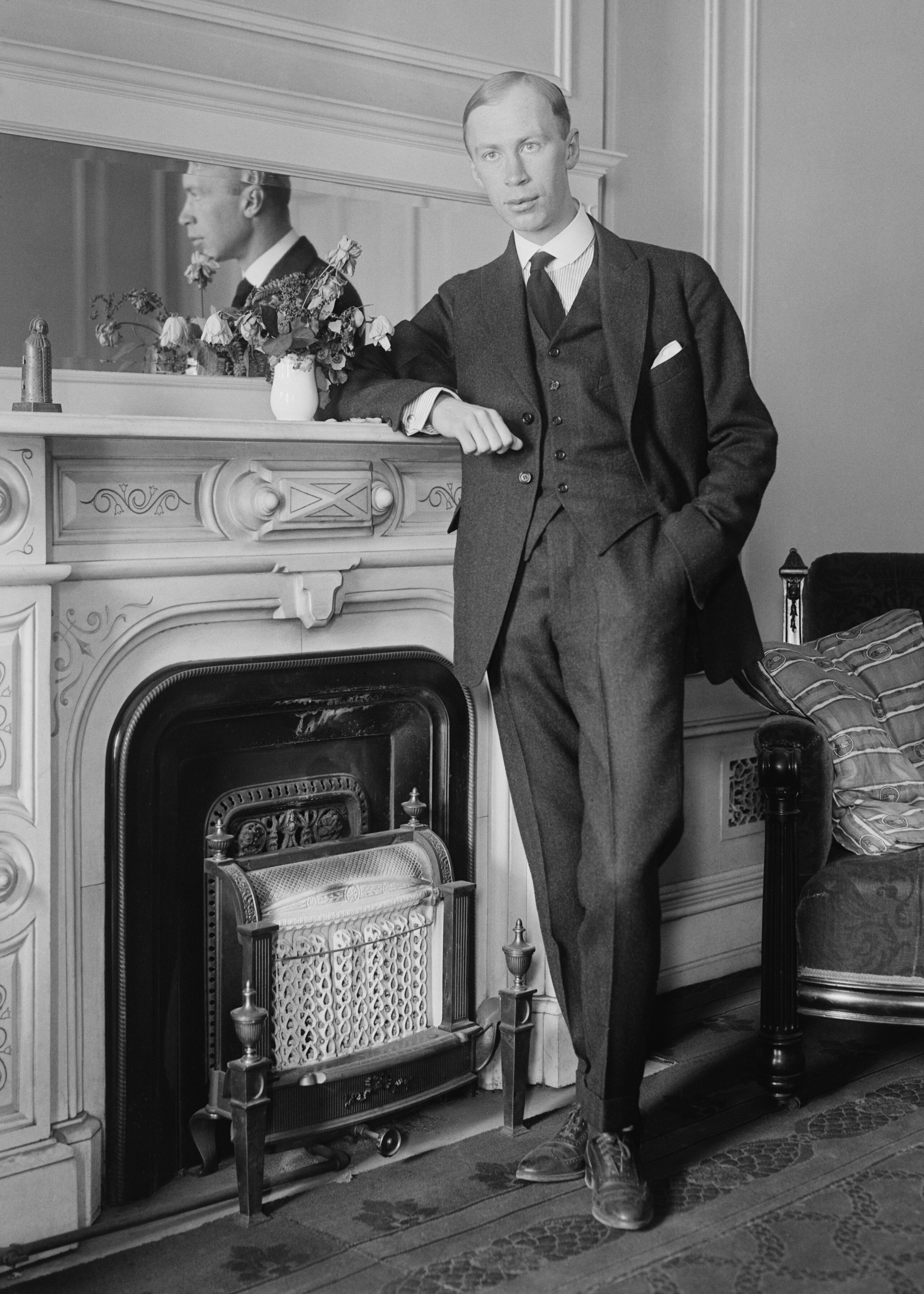
Photographie de Serge Prokofiev.

La Suite scythe de Prokofiev est une suite orchestrale du compositeur russe Serge Prokofiev. À l'origine Prokofiev écrivit en 1914-1915 une musique de ballet intitulée Ala et Lolly (mettant en scène Alla, la déesse de la fécondité, menacée par le dieu noir Tchoujbog, et sauvée par le guerrier Lolly), pour les Ballets russes de Serge Diaghilev, que le compositeur rencontra lors d'un voyage à Londres en 1914. Mais Diaghilev rejeta la partition trouvant le sujet sans intérêt. Prokofiev tira alors de son projet initial cette pièce symphonique en quatre mouvements. La suite a été créée le 29 janvier 1916 au Théâtre Mariinsky à Saint-Pétersbourg, sous la direction du compositeur.

## Analyse de l'œuvre
L'œuvre relève d'une « esthétique primitive, païenne, barbare, faisant pendant avec celle du Sacre du printemps de Stravinsky (toutes différences de style gardées) ».
1. Adoration de Veles et Ala. Ce premier mouvement est en deux parties de caractère bien différent. Une introduction brutale avec des hurlements instrumentaux : « à travers l'accumulation de dissonances à tout l'orchestre, secoué de trépignements et de glissandos, perce un thème strident et rythmé dans le registre aigu. » ; après quoi la violence retombe et cède la place à la douceur, avec une tendre mélodie à la flûte, accompagnée par le piano, les harpes, puis par un long trait aux altos. Malgré l'entrée progressive de toutes les cordes et du célesta, le mouvement se poursuit dans la douceur, pianissimo, et une atmosphère d'irréalité.
2. Tchoujbog et la danse des esprits. Le deuxième mouvement « s'ouvre par un piétinement lourd et répétitif dans les basses de l'orchestre, - au-dessus duquel retentissent de courtes sonneries en accords aux cors, de rapides montées chromatiques des trombones et des appels de trompettes. »[1] Après une section moins violente et à l'instrumentation moins chargée, la danse se termine dans un immense crescendo de tout l'orchestre.
3. La Nuit. « Sur un trille tenu aux violons divisés dans l'aigu, la flûte, le piano, la harpe, puis le célesta égrènent des notes et des accords cristallins. Le début rappelle lointainement Nuages de Debussy[2]. » Après les murmures du célesta, un thème au hautbois alto, repris par la clarinette et les bassons, inaugure une seconde partie, qui va crescendo, avec des sonneries de cuivres, avant le retour de l'obscurité mystérieuse du début.
4. Départ de Lolly et cortège du soleil. Ce finale est composé de quatre sections juxtaposées. Tempestoso fait entendre un grondement continu des cordes et des bois graves, avec des sifflements stridents des flûtes. La clarinette ouvre Un poco sostenuto, marqué par des glissandos au piano et au xylophone. Allegro s'apparente à une danse païenne, pleine d'allégresse et énergie. « Après une rafale de traits aux cordes, une cellule répétée avec insistance aux violons fortissimo prépare la dernière section », Andante sostenuto, qui évoque le lever du soleil, à travers un lent et majestueux crescendo « d'une prodigieuse somptuosité de couleurs, jusqu'au dernier rayonnement, incandescent et prolongé[2]. »

## Instrumentation
- un piccolo, trois flûtes (la troisième prenant la flûte alto), trois hautbois, un cor anglais, trois clarinettes (la troisième prenant la petite clarinette), une clarinette basse, trois bassons, un contrebasson
- huit cors, cinq trompettes, quatre trombones, un tuba
- deux harpes, un piano, un célesta, instruments de percussion (timbales, glockenspiel, xylophone, cymbales, tam-tam, triangle, grosse caisse, caisse claire, tambour de Basque)
- cordes.

## Source
- François-René Tranchefort (dir.), Guide de la musique symphonique, Paris, Fayard, coll. « Les Indispensables de la musique », 1986, 896 p. (ISBN 2-213-01638-0), p. 594-595.